# کراین
کراین (به آلمانی: Kreien) یک شهر در آلمان است که در لودویگسلوست-پارشیم واقع شده‌است. کراین ۴۲۵ نفر جمعیت دارد.